# Dryopteris clintoniana x marginalis
Dryopteris clintoniana x marginalis là một loài dương xỉ trong họ Dryopteridaceae. Loài này được Sloss. mô tả khoa học đầu tiên năm 1909.
Danh pháp khoa học của loài này chưa được làm sáng tỏ. 

## Hình ảnh

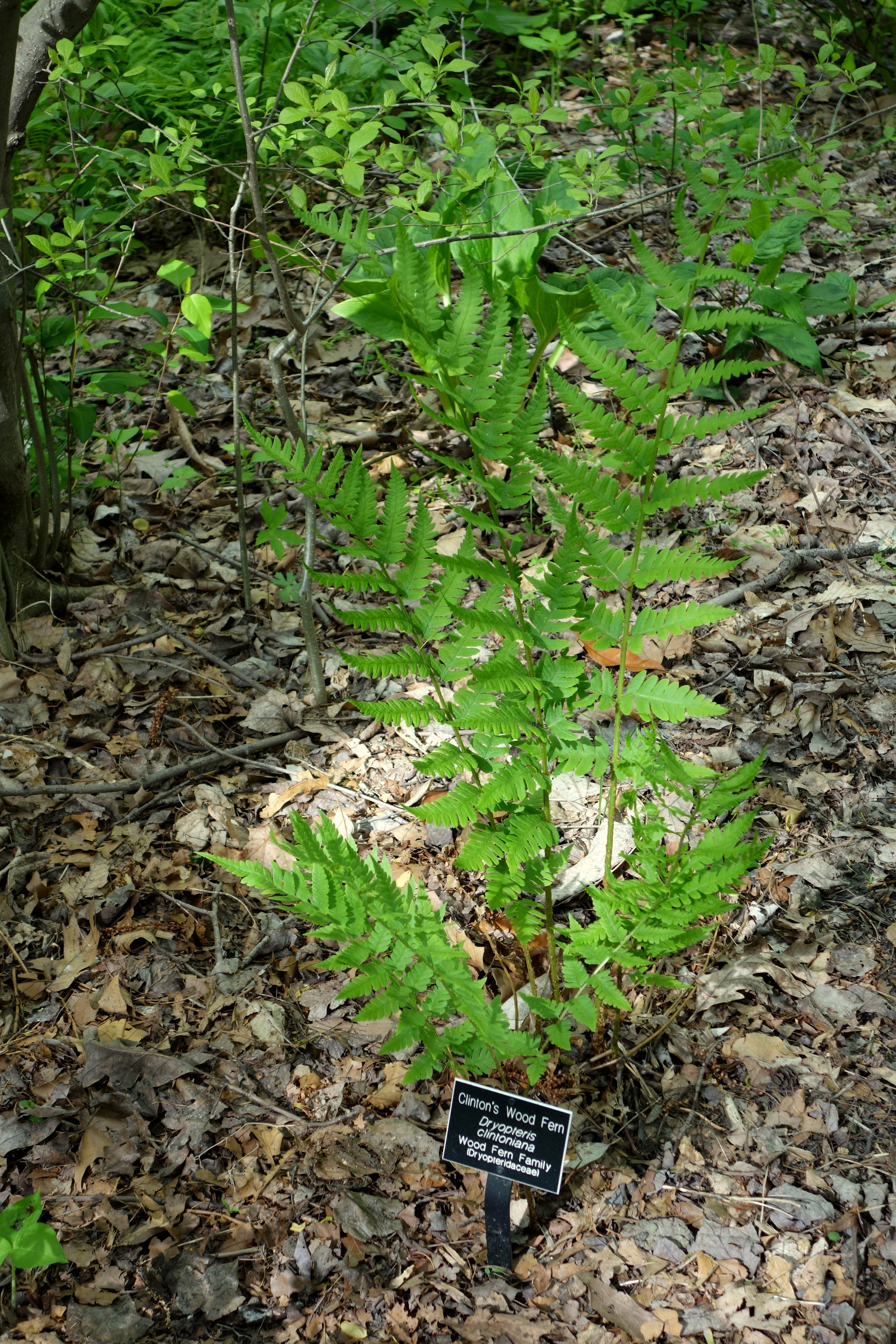
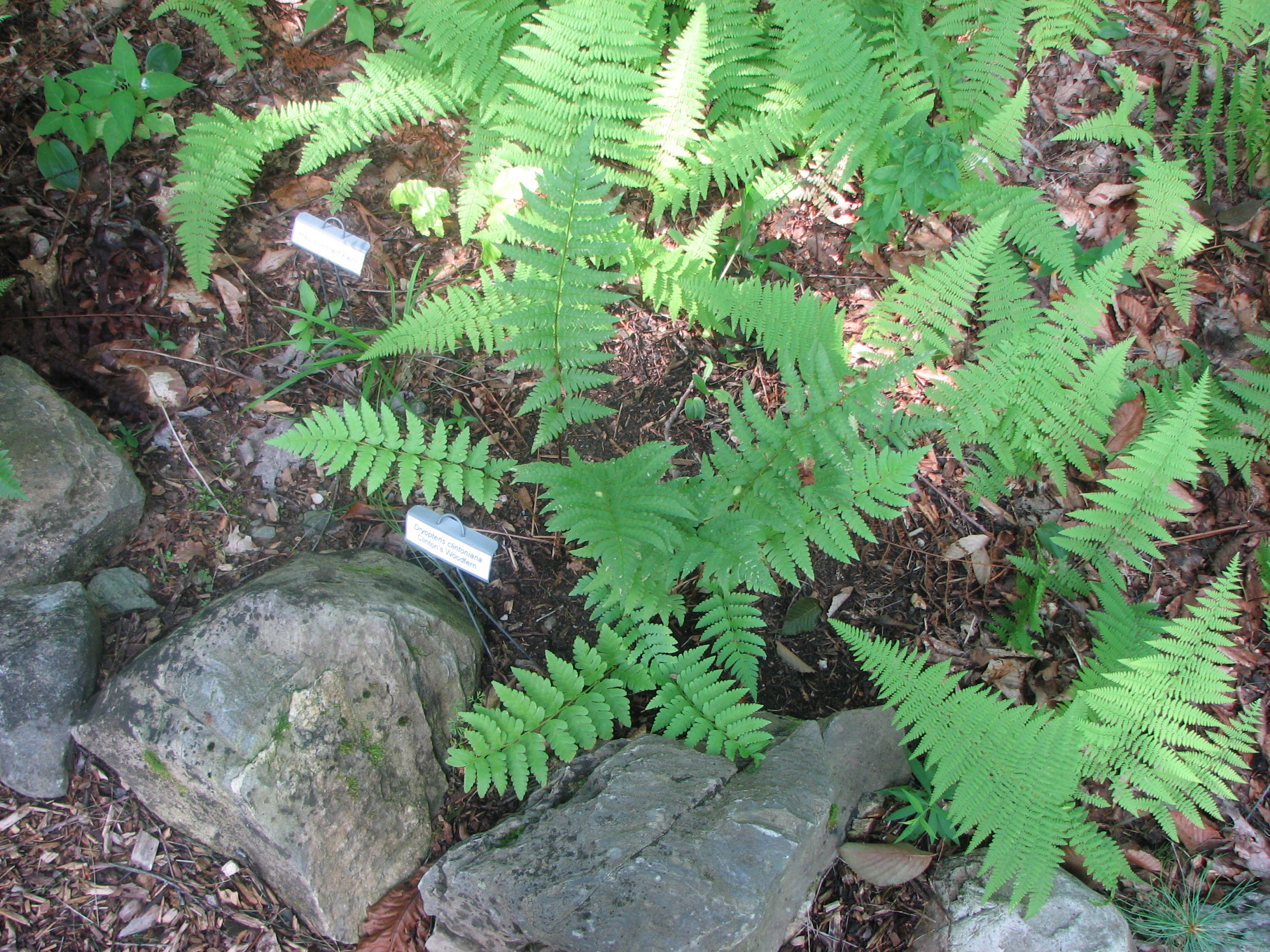